# Saskatchewan Census Division No. 2
Die Census Division No. 2 in der kanadischen Provinz Saskatchewan hat eine Fläche von 16.535,88 km², es leben dort 22.497 Einwohner. 2011 betrug die Einwohnerzahl 22.266. Größter Ort in der Division ist Weyburn.

## Gemeinden
City
- Weyburn

Towns
- Bengough
- Midale
- Milestone
- Ogema
- Radville
- Yellow Grass

Villages
- Avonlea
- Ceylon
- Creelman
- Fillmore
- Gladmar
- Goodwater
- Halbrite
- Lake Alma
- Lang
- Macoun
- McTaggart
- Minton
- Osage
- Pangman
- Torquay
- Tribune

Hamlets
- Beaubier
- Big Beaver
- Claybank
- North Weyburn
- Parry
- Trossachs

Special Service Area
- Griffin

## Rural Municipalities
- RM Cambria No. 6
- RM Souris Valley No. 7
- RM Lake Alma No. 8
- RM Surprise Valley No. 9
- RM Happy Valley No. 10
- RM Cymri No. 36
- RM Lomond No. 37
- RM Laurier No. 38
- RM The Gap No. 39
- RM Bengough No. 40
- RM Griffin No. 66
- RM Weyburn No. 67
- RM Brokenshell No. 68
- RM Norton No. 69
- RM Key West No. 70
- RM Fillmore No. 96
- RM Wellington No. 97
- RM Scott No. 98
- RM Caledonia No. 99
- RM Elmsthorpe No. 100

## Indianerreservat
Piapot Cree Nation
- Piapot Cree First Nation 75H